# 石原ルリカ
石原 ルリカ（いしはら るりか）は、日本のAV女優。GIRFY所属。

## 略歴・人物
2017年にAVデビュー。複数の芸名でイメージDVDにも出演している。
趣味は料理。

## 出演作品

### アダルトDVD
2017年
- ヤリマンドキュメント File.04 【露出特化型ヤリマン】 ルリちゃん(20) 美容系専門学生（3月31日、プレステージ）※「ルリ」名義
- 新宿で声を掛けた可愛いお嬢さん2人組に「新作水着のモデルになって下さい」と声をかけ、撮影でテンションを上げてヌルヌル泡泡ソープ体験（5月3日、アイエナジー）※「るりか」名義　共演:なつみ　他出演:うた、なのは、あい、りん
- 「俺の彼女とエッチしてくれ!」 チャラい友人に無茶苦茶なお願いをされ、ヤツの可愛い彼女と二人っきりに…友人に覗かれながら僕は次第に興奮して…（5月5日、DOC）※「るりか」名義　他出演:ひまわり、まり
- 新人! kawaii*専属デビュ→ フェラの女神様 おしゃぶり専用長舌テクを持つ現役女子大生ルリカ AVデビュー（5月7日、kawaii*）※「ルリカ」名義
- すらりと伸びた足から覗くスカートとニーハイの間の太もも「絶対領域」を目の前で見てしまった僕は… 4（6月2日、DOC）他出演:佐々波綾、細井しずか
- 修学旅行のJKナンパ! Vol.02 〜Welcome to TOKYO 旅の恥は掻き捨て〜（6月2日、DOC）共演:夏乃ひまわり　他出演:愛瀬美希、松井レナ、星野柚季、大原すず、不二まこ、稲垣かほ、北川レイラ、西条ひまり、白川あまね
- 妄想女子プロレス Vol.18 ビキニファイト編（6月2日、SUPER SONIC SATELLITES）共演:小嶺心春
- 近親相姦AVを見た妹のパンティがグショ濡れ!! 童貞の僕が隠し持っていた兄妹姦AVを初めて見た妹。初めは変態と罵っていた彼女だが、スカートの中を覗くとおもらしかと思う程のパン染み!実は僕以上の超絶ムッツリスケベだった妹と生まれて初めてのSEX（6月23日、SCOOP）他出演:川村まや、阿部乃みく、白石雪愛
- 茨城県高級カフェ・ス●●勤務18歳・有名コスプレイヤー顔出し出演了承 【野外首輪散歩】【アナル丸出しドライブ】【オヤジ肉棒4本丸呑みフェラ】【連続顔面ザーメン漬け】【絶叫オシッコ失禁】【6P輪姦】 精子便女育成調教ドキュメント（6月23日、同人AV倶楽部）
- 顔出し!女子大生限定 ザ・マジックミラー インタビュー中の素人娘にいきなりデカチン即ハメ! 3 in池袋　はじめましてで巨根をねじこまれ戸惑う間もなく素人オマ○コの感度は急上昇!激ピストンで本気イキ!! 2枚組8本番!拡大スペシャル!!（7月7日、ディープス）※「さち」名義　他出演:さや、みのり、ひな、なな、みほ、きょうか、あい
- 学校の帰りにエロプリしているJ●にガチ交渉! スケベな事しか考えていないならエッチな事させてください! 7（7月7日、DOC）※「ゆり」名義　共演:れな　他出演:はるな、めぐ、あこ、さき、つばさ、ひろみ、あおい、りな
- 仙台在住の女の子が友達と2人揃ってAV出演（9月7日AKNR）※「ルリカ」名義　共演:すみれ　他出演:ゆあ、あお
- 教師も生徒も喋る時はアナルを開閉させるのが校則! ケツ穴くぱぁ お尻だらけのケツ穴御開帳学園 2 アナルで羽ばたけ進路指導Ver. 〜女子校生がケツ穴見せつけ淫語でオナ指示!センズリぶっこけ夢の学校!!〜（9月7日、ROCKET）共演:紺野ひかる、愛原れの、黒木いくみ、朝丘みなみ
- アナウンサー志望のお嬢様女子大生 極美スレンダーボディ（9月12日、ケートライブ）※「ルリカ」名義
- 生徒会系・優等生JKは連続絶頂しまくりのドMのビッチちゃん! クリでも膣でも壊れるくらいイキまくるの…。 無毛ワ○メに、めり込む肉棒…痙攣しながら迎え入れ…（9月13日、オーロラプロジェクト・アネックス）
- やったら後悔?ダメ?しちゃう?どうする?その後の関係性は?! 一線を超えてはならない会社の同僚や上司と部下 出張というチャンスに漢だったら超えてみろ! 理性?葛藤?セックスしたいならすればいい!だってそれが人間だもの。（9月13日、MARX）他出演:横山凛、鈴屋いちご
- 関東圏某ベッドタウン○○市△△町内会公民館 欲求不満な美人妻たちの昼下がりエロ婦人会ビデオ（9月13日、カルマ）共演:白川あまね、優希絵理奈 ほか
- 人妻妄想 ミニスカはみ尻パンチラ奥さんの誘惑ヒップライン （9月13日、カルマ）他出演：白川あまね、優希絵理奈、桜乃ゆいな、いろはめる、桃宮もも ほか
- 非現実的妄想劇場 アナタの願望叶えます! 「時間よ止まれ!」 もしも…時間を止められる超能力を使えたら? 女だらけの女子校やオフィスに潜入して美少女JKや巨乳美人OLにたくさん中出ししちゃうぞ編（9月13日、カルマ）他出演：桜乃ゆいな、水谷杏、優希絵理奈 ほか
- コスプレサークルのメンバー10人が集団エロ催眠にかかった（10月13日、ZUKKON/BAKKON）共演:朝比奈菜々子、神納花、MIRANO、永井みひな、黒木いくみ、藤にいな、松井レナ ほか
- 実験!超絶媚薬クリームの効果って本当? 街角奥さんたちに電マで10分間ゲーム!をしてみたらヤばい結果に… 超絶媚薬クリームの使用前と使用後をご覧ください（11月19日、熟女はつらいよ）他出演:堀越なぎさ、岸川真衣 ほか
- お兄ちゃんに捧げるAカップスレンダーボディ 清純つるつるパイパン いもうとマ○コに中出しセックス（11月21日、ケートライブ）※「ルリカ」名義

### イメージDVD
- ゴメンねAAAカップ（2017年5月26日、スパイスビジュアル）※「本郷叶恋」名義
- fake idol（2017年9月15日、TWCC）※「横田るりか」名義
- エロ過ぎて…美少女失格（2017年9月22日、メディアブランド）※「佐藤ルリカ」名義